# Sommarsetet
Sommarsetet est une localité du comté de Troms, en Norvège.

## Géographie
Administrativement, Sommarsetet fait partie de la kommune de Salangen.